# Trieuse
Pour les articles homonymes, voir Trieur.
En mécanographie, la trieuse ou trieur (en anglais  sorter) est un appareil utilisé pour trier des cartes perforées.

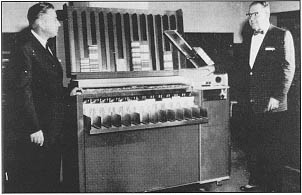
Trieuse IBM 80 au US Federal Highway Administration en 1961. On repèrera les treize cases d'entrée et les treize de sortie

Cet appareil comporte un magasin d'alimentation des cartes, une tête de lecture avec un dispositif de commande du tri, et une piste de sortie conduisant à 13 cases.
Le tri est effectué selon la valeur d'une colonne à la fois. Cette colonne disposant de 12 positions de perforation, les cartes sont réparties en 12 cases plus une case pour une colonne sans perforation du tout.
Le dispositif de commande couplé à la tête de lecture commande (par électro-aimant) l'ouverture du clapet d'accès à une case, correspondant à la perforation lue, au moment précis où la carte va s'engager au niveau de cette case.
Cette machine, dans laquelle les cartes circulaient à la vitesse de 400 cartes par minute dans les années 1930 fut portée jusqu'à une vitesse de 1 000 cartes par minute dans les années 1950. À cette vitesse, le moindre défaut des cartes ou du chemin de déplacement ou du réglage des ouvertures de cases de tri se traduisait par un bourrage susceptible de détruire les cartes en cours de traitement.
Pour trier les cartes sur un champ complet, on effectuait autant de tris qu'il y avait de colonnes dans le champ (2 passages pour une colonne alphabétique qui comportait 2 perforations), en remontant de la colonne des unités vers les colonnes de poids plus lourd.
En relevant les cartes case par case pour reconstituer un lot, il était possible de les relever des valeurs les plus élevées aux plus faibles pour obtenir un tri dans l'ordre décroissant, ou des valeurs les plus faibles vers les valeurs les plus élevées pour obtenir un tri dans l'ordre croissant.
Le principe même du traitement mécanographique appliquant différents traitements par lots à des fichiers stockés sur cartes impliquait un fort usage de ces trieuses.